# Mancenans
Mancenans – miejscowość i gmina we Francji, w regionie Burgundia-Franche-Comté, w departamencie Doubs.
Według danych na rok 1990 gminę zamieszkiwały 322 osoby, a gęstość zaludnienia wynosiła 27 osób/km² (wśród 1786 gmin Franche-Comté Mancenans plasuje się na 436. miejscu pod względem liczby ludności, natomiast pod względem powierzchni na miejscu 335.).